# Blaise N'Djehoya
Blaise N'Djehoya, né en 1953 à Bangui (République centrafricaine) de parents camerounais, est un écrivain, journaliste et réalisateur de documentaires qui vit à Paris.

## Biographie
En 1980 il soutient un mémoire de maîtrise d'histoire, La germanophilie dans le sud (littoral et forestier) du Cameroun (1914-1945), à l'Université Paris-1 Panthéon-Sorbonne.

## Œuvres
- 1984 : Un regard noir. Les Français vus par les Africains (en collab. avec Massaër Diallo)[2]
- 1988 : Le Nègre Potemkine[3]
- 2002 : Nègres en images de Sylvie Chalaye, préface de Blaise N'Djehoya

## Films documentaires
- 1989 : Man no Run, participation au film de Claire Denis
- 1991 : Voyage au bout de la quinine, en collab. avec Jacques Goldstein (sur Louis-Ferdinand Céline)[4]
- 1991 : Manu Dibango, silence, participation au film de Béatrice Soulé
- 1995 : L’image du noir dans la pub
- 1997 : Un sang d'encre, moyen métrage en collab. avec Jacques Goldstein[5]
- 2000 : Cinq siècles de solitude : Los Palenqueros du Pacifique colombien, moyen métrage en collab. avec Sidiki Bakaba[6]
- La Rive noire. De la Harlem Renaissance

### Document sonore
- Projection du film 'Un sang d'encre' : conférence enregistrée au Salon de lecture Jacques Kerchache le 14 novembre 2009, par  Jacques Goldstein et Blaise N'Djehoya, conférenciers, Musée du quai Branly, Paris, 2009, 37 min (CD)